# Hedi Slimane
Hedi Slimane, född 5 juli 1968 i Paris, är en fransk modedesigner.

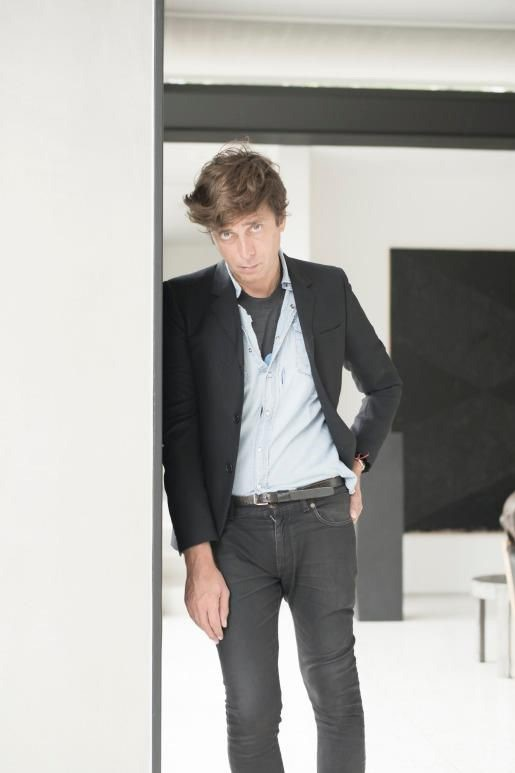
Hedi Slimane

Han studerade konsthistoria vid École du Louvre i Paris men utbildade sig även till skräddare.
Han har gjort sig känd som förnyare av det klassiska franska modehuset Dior genom den egna kollektionen Dior Homme. Hans främsta kännetecken är enkelheten och lekfullheten med nya material. Plaggen är ofta på gränsen till androgyna vilket också är något som det anspelas på i marknadsföringen. Plaggen går ofta i vitt och svart och med en mycket slimmad skärning.
Hedi efterträddes i början av 2007 av Kris van Assche, Hedis högra hand sedan många år under framgångarna med Dior Homme samt tiden hos Yves Saint-Laurent.
2002 utnämndes han till International Designer of the Year av CFDA, Council of Fashion Designers of America.